# Mỹ Thái
Mỹ Thái là một xã thuộc tỉnh Bắc Ninh, Việt Nam.

## Địa lý
Xã Mỹ Thái có vị trí địa lý:
- Phía đông giáp các xã Lạng Giang và Tân Dĩnh
- Phía tây giáp phường Đa Mai và xã Phúc Hòa
- Phía nam giáp phường Bắc Giang
- Phía bắc giáp xã Tiên Lục.

Xã Mỹ Thái có diện tích 46,63 km², dân số 46.469 người, mật độ dân số đạt 996 người/km².

## Lịch sử
Ngày 16 tháng 6 năm 2025, Ủy ban Thường vụ Quốc hội ban hành Nghị quyết số 1658/NQ-UBTVQH15 của UBTVQH về việc sắp xếp các đơn vị hành chính cấp xã của tỉnh Bắc Ninh năm 2025. Theo đó, sắp xếp toàn bộ diện tích tự nhiên, quy mô dân số của các xã Xuân Hương, Dương Đức, Tân Thanh và Mỹ Thái thành xã mới có tên gọi là xã Mỹ Thái.